# Naučná stezka Jánošíkovým chotárom
Naučná stezka Jánošíkovým chotárom, slovensky Náučný chodník Jánošíkovým chotárom, je naučná stezka v obci Terchová, v okrese Žilina v Žilinském kraji na Slovensku. Geograficky se nachází v Kysucké vrchovině patřící do geomorfologické oblasti Střední část Západních Beskyd (Stredné Beskydy). Stezka je pojmenovaná po místním rodákovi a zbojníkovi Juraji Jánošíkovi (1688–1713).

## Popis trasy
Na okružní trase dlouhé 13,5 km jsou představeny informace o Terchovské oblasti (historie, současnost, příroda, folklór, kultura, Juraj Jánošík, architektura, zemědělství a řemesla) na 10 informačních panelech. Trasu lze ujít za cca 6 hodin. Začátek a konec trasy je v Terchové a trasa se nachází severně od Terchové. Stezka vede „méně“ náročným terénem kolem doliny Struháreň v Kysucké vrchovině. Je celoročně volně přístupná. Trasu křižují další značené turistické trasy a cyklotrasy.

## Informační panely na trase
Názvy informačních panelů jsou uvedeny ve slovenštině:
1. Úvodné informácie
2. Terchová
3. Príroda Terchovej
4. Folklór, ľudová kultúra v Terchovej
5. Ľudový hrdina Juraj Jánošík
6. Rok na Terchovej
7. Terchovská drevenica
8. Roľnícka usadlosť
9. Terchovské bačovanie
10. Domáca a remeselná výroba